# Culit
| \| Culit \| |
| Culit       |

| Culit |

Die Schlammvulkane von Culit liegen im Westen des osttimoresischen Sucos Holpilat (Gemeinde Cova Lima), nahe dem Ort Kulit, auf flachen Hügeln am Flusstal des Tafara. Die Gemeindehauptstadt Suai liegt 12,5 Kilometer in Richtung Ost-Süd-Ost.
1965 wurden die beiden Vulkane als maximal ein Meter hohe Kegel beschrieben, mit 30, beziehungsweise 70 Metern Durchmesser. In deren Mitte blubbert aus mehreren Löchern salziges Schlammwasser und Gasblasen. Das Gas ist nicht brennbar.